# Vuelta a Andalucía 2006
La 52ª edición de la Vuelta a Andalucía (oficialmente: Vuelta a Andalucía "Ruta Ciclista Del Sol") se disputó entre el 12 y el 16 de febrero de 2006 con un recorrido de 827,4 km dividido en 5 etapas, con inicio en Antequera y final en Sevilla. 
El vencedor, Carlos García Quesada, cubrió la prueba a una velocidad media de 40,686 km/h. Su hermano Adolfo García Quesada se adjudicó la clasificación de la montaña mientras que Pedro Luis Marichalar consiguió la de metas volantes y Alessandro Petacchi la combinada.

## Etapas
| Etapa | Fecha         | Recorrido                | km    | Ganador de la etapa   |
| 1ª    | 12 de febrero | Antequera-Villa de Otura | 181,4 | Adolfo García Quesada |
| 2ª    | 13 de febrero | La Guardia de Jaén-Jaén  | 157,2 | Manuel Lloret         |
| 3ª    | 14 de febrero | Cabra-Córdoba            | 174,1 | Alessandro Petacchi   |
| 4ª    | 15 de febrero | Écija-Ronda              | 162,1 | Alessandro Petacchi   |
| 5ª    | 16 de febrero | Olvera-Sevilla           | 172,8 | Tom Boonen            |